# Taormina
Taormina (sizilianisch: Taurmina) ist eine italienische Stadt mit 10.498 Einwohnern (Stand 31. Dezember 2023) an der Ostküste Siziliens. Die Gründung der Stadt geht auf die Sikeler zurück, die schon vor der griechischen Kolonisation auf den Terrassen des Monte Tauro siedelten. Im 4. Jahrhundert v. Chr. wurde die Stadt griechisch. Die heutige Stadt ist eine Neugründung aus dem Mittelalter, nachdem die Araber die antike Stadt zerstört hatten.
Wegen der malerischen Landschaft, des milden Klimas und zahlreicher historischer Sehenswürdigkeiten entwickelte sich die Stadt im 19. und 20. Jahrhundert zu einem der wichtigsten Touristenzentren Siziliens. Besonders bekannt sind das antike Theater mit Blick auf den Ätna und den Golf von Giardini-Naxos und die kleine Insel Isola Bella vor der Küste der Stadt.

## Lage und Klima
Taormina liegt in der italienischen Metropolitanstadt Messina der Autonomen Region Sizilien, etwa 40 Kilometer nordöstlich des Ätna am Ionischen Meer zwischen Messina und Catania. Der ursprüngliche Ortskern wurde auf einer Terrasse des Monte Tauro etwa 200 m über dem Meeresspiegel errichtet. Heute erstreckt sich das Stadtgebiet bis ans Meer.
Die Nachbargemeinden der Stadt sind Calatabiano, Castelmola, Castiglione di Sicilia, Gaggi, Giardini-Naxos und Letojanni. Von Messina ist Taormina 45 km entfernt, von Catania 57 km.
Das mediterrane Klima ist hier an der Ostküste Siziliens besonders mild. Im Januar und Februar liegen die Durchschnittstemperaturen bei 14 °C, im Juli und August bei 28 °C bis 33 °C. Die durchschnittlichen Wassertemperaturen betragen im Winter 16 °C, im Sommer 28 °C. Die regenreichsten Monate sind November und Dezember.

## Ortsteile
Neben dem auf dem Monte Tauro gelegenen Hauptort gehören einige Orte am Meer und im Tal zum Gemeindegebiet von Taormina. Mazzarò, Villagonia und Mazzeo sind die am Meer liegenden Ortsteile von Taormina, Trappitello liegt etwa 2 km im Landesinneren im Alcantara-Tal.

### Mazzarò

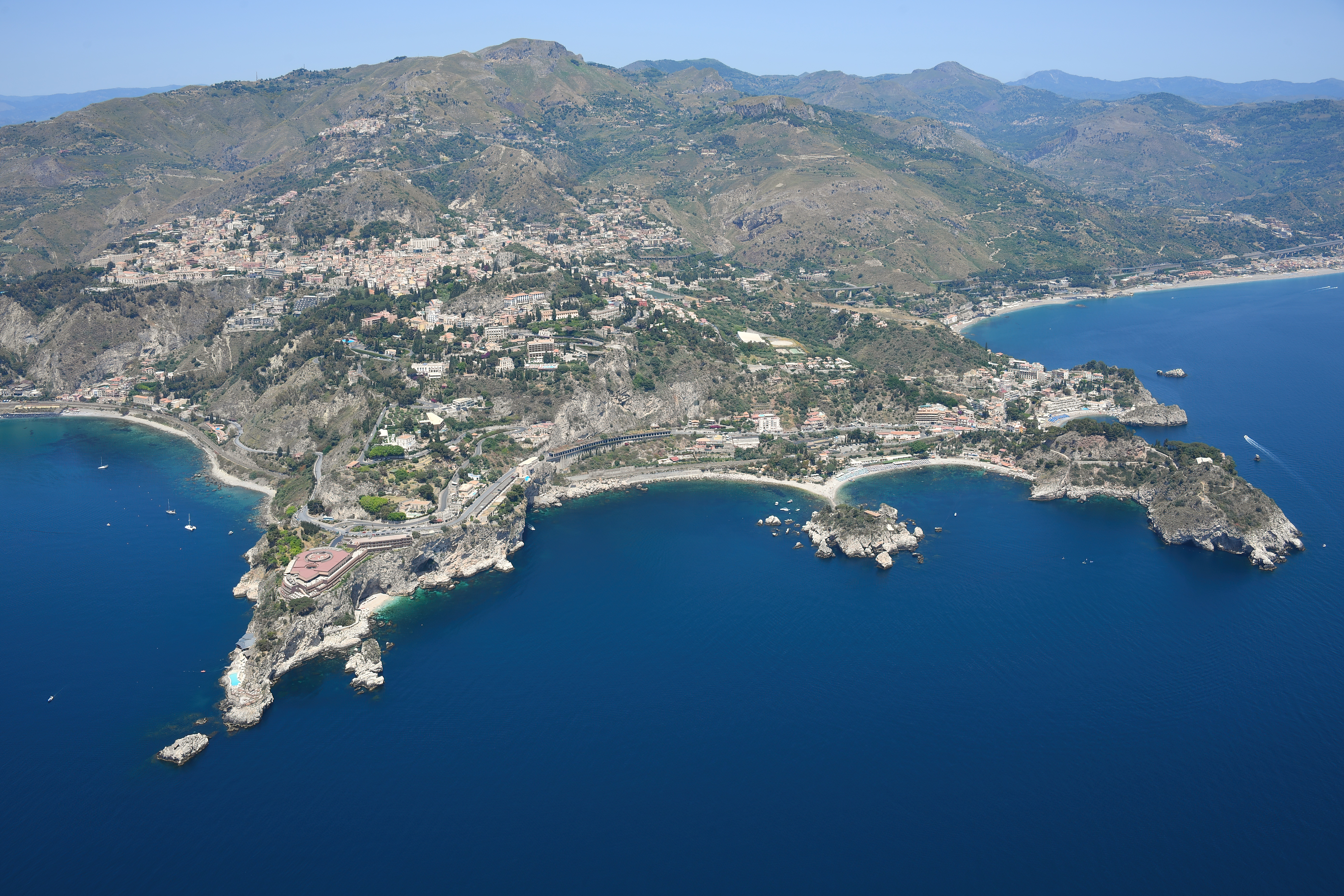
Küste von Taormina mit den Badestränden

Die schnellste Art, um den Höhenunterschied zwischen der Altstadt und Mazzarò zu überwinden, ist die Fahrt mit einer Seilbahn. Sie dauert nur wenige Minuten und bietet Ausblick auf den Ort Castelmola und die Bucht von Letojanni.
In zwei kleinen Buchten befinden sich die Badestrände von Taormina. Ausflugsboote bieten die Möglichkeit, von hier aus zu den Nachbarorten Letojanni und Giardini-Naxos zu fahren. Hauptanziehungspunkt für Touristen ist in Mazzarò die Isola Bella, eine kleine Insel, die über eine Sandbank mit dem Strand verbunden ist. Sie steht seit 1998 unter Naturschutz, da hier seltene Pflanzen- und Vogelarten zu beobachten sind. Südlich der Badebuchten von Mazzarò befindet sich das Capo Taormina, eine in das Meer hinausragenden Landzunge.

### Trappitello
In unmittelbarer Nachbarschaft zu Giardini-Naxos liegt der Ortsteil Trappitello. In diesem Ortsteil sind viele der nicht dem Tourismus dienenden Gewerbe zentriert, da er sich besser als der beengte Hauptort für diese eignet und auch, weil Trappitello nahe einer Autobahnausfahrt liegt.

## Bevölkerung
Taormina hat 10.498 Einwohner (Stand 31. Dezember 2023) und ist eine der bevölkerungsreichsten und dichtestbesiedelten Gemeinden der Metropolitanstadt Messina.
Der größte Teil der Bevölkerung gehört der römisch-katholischen Kirche an. Daneben gibt es eine anglikanische Gemeinde, die von englischen Siedlern gegründet wurde, die im Gefolge des zum Herzog von Bronte ernannten Lord Horatio Nelson, 1. Viscount Nelson nach Sizilien gekommen waren. Deren Kirche Saint George wird ebenfalls von der evangelisch-lutherischen Kirche zu Gottesdiensten genutzt. Vor allem unter den älteren Bürgern wird die sizilianische Sprache gepflegt.

## Geschichte

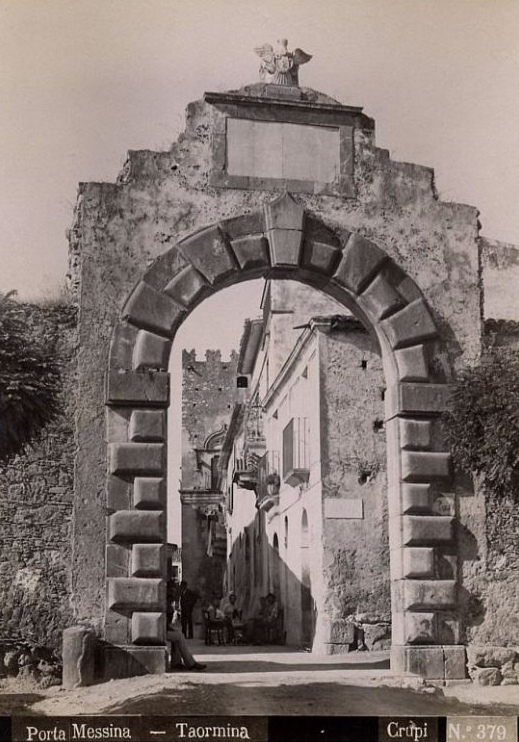
Porta Messina (1900)

Um 1300 v. Chr. siedelten sich die Sikeler, die der Insel Sizilien ihren Namen gaben, auch auf den Hängen des Monte Tauro an. Die Einwohner unterhielten gute Beziehungen zu den Griechen der 735 v. Chr. ganz in der Nähe gegründeten Stadt Naxos. Nach der Zerstörung von Naxos durch Dionysios I. von Syrakus nahmen sie deren Bewohner in ihre Stadt auf. Die Griechen nannten die Stadt Tauromenion, und im Jahr 358 v. Chr. wurde mit Andromachos, dem Vater des Historikers Timaios, zum ersten Mal ein Grieche Herrscher der Stadt.
Als Sizilien im 3. Jahrhundert v. Chr. nach dem Ersten Punischen Krieg eine römische Provinz geworden war, wurde aus Tauromenion lateinisch Tauromenium, und hohe Beamte aus Rom ließen hier für ihre Familien Wohnhäuser im Stil römischer Stadtvillen errichten. Die Stadt wurde von den Römern mit großen Wasserreservoirs ausgestattet, so dass sie langen Belagerungen standhalten konnte. Da Tauromenium nach der Ermordung Gaius Iulius Caesars den Sextus Pompeius gegen das zweite Triumvirat unterstützt hatte, ließ Octavian nach seinem Sieg über Sextus Pompeius 36 v. Chr. die Bewohner deportieren.
Bei der Eroberung Siziliens durch die Sarazenen konnte Tauromenium durch seine geschützte Lage und seine Wasserreservoirs lange Zeit den Angriffen widerstehen und wurde nach dem Fall von Syrakus zum Zentrum des noch byzantinisch beherrschten Teils Siziliens. Als der byzantinische Feldherr Nikephoros Phokas mit seinen Soldaten nach Konstantinopel zurückbefohlen wurde, wandte sich das Blatt. Am 1. August 902 wurde der Ort von einer Streitmacht des aghlabidischen Emirs Abū Ishāq Ibrāhīm II. erobert.
Nach zwei Aufständen gegen die arabische Herrschaft 962 und 969 wurde die Stadt zerstört. Erst im 13. Jahrhundert wurde sie wieder besiedelt, konnte aber ihre frühere Bedeutung nie mehr erreichen. Besonders nach einem Aufstand 1674–1678 gegen die spanische Vorherrschaft verschlechterte sich die Lage Taorminas immer mehr. Als im 18. Jahrhundert die Straße Messina–Syrakus an die Küste verlegt wurde und nicht mehr durch Taormina lief, sank die Stadt zu einem unbedeutenden Dorf ab. Erst durch den Tourismus erfuhr Taormina wieder einen wirtschaftlichen Aufschwung.

## Wirtschaft
Haupterwerbszweige in Taormina sind Dienstleistung und Tourismus. Im Jahr 2005 verzeichnete die Stadtverwaltung 1,3 Millionen Besucher. Neben 60 Hotels der gehobenen und mittleren Klasse bieten zunehmend auch kleine Pensionen Unterkünfte an. Im Stadtkern befindet sich eine Vielzahl gastronomischer Betriebe und auch die meisten Ladengeschäfte haben sich hier auf den Tourismus umgestellt. Ein weiterer Erwerbszweig ist die Produktion von Mandelmilch und Mandelwein.

### Tourismus
Einer der ersten Touristen Taorminas war im Jahr 1787 Johann Wolfgang von Goethe, der den Ort in Begleitung von Christoph Heinrich Kniep besuchte und ihm einige Seiten in der Italienischen Reise widmete.
Gegen Ende des 19. Jahrhunderts begann der Tourismus aufzublühen. Der Maler Otto Geleng machte durch seine Landschaftsbilder von Taormina und Umgebung den Ort weit über Sizilien hinaus bekannt. Ab 1872 war er 10 Jahre lang Bürgermeister von Taormina. Für Aufmerksamkeit sorgten auch die Fotografien von Wilhelm von Gloeden. Geleng und von Gloeden lockten weitere Künstler an wie zum Beispiel Oscar Wilde, D. H. Lawrence, Thomas Mann und Richard Strauss.
Auch wenn Taormina viele Künstler anzog, bildete sich hier keine Künstlerkolonie, es kamen nur wohlhabende Künstler, die sich teure Hotels leisten konnten oder sich eine eigene Villa bauten. Die homoerotischen und pädophilen Fotografien von Gloedens zogen Menschen an, die ihre Neigungen in der bürgerlichen Kultur Europas nicht ausleben konnten. 1896 besuchte Selma Lagerlöf zusammen mit ihrer Geliebten Taormina. In den späteren Roman Der Antichrist flossen Motive dieses Aufenthalts ein. Auch André Gide besuchte 1896 mit seiner Frau Taormina. Seine Gefühle verarbeitet er später in seinem Roman Der Immoralist, in dem sein Alter Ego seine Zuneigung zu „jungen, braunhäutigen Arabern“ entdeckt. 1899 kam Robert Kitson nach Taormina, ein „schwerreicher Erbe, Künstler, Kunstmäzen und Bohémien“. Er ließ sich eine Villa im Arts‐and‐Craft Stil bauen mit Säulen im Stil Andrea Palladios. Die Futuristen Giacomo Balla und Fortunato Depero haben während ihres Aufenthalts die Villa ausgeschmückt.
Frank Brangwyn kam regelmäßig für mehrere Monate zu Besuch und zum Arbeiten. Außer seinen offiziellen Gemälden schuf er hier homoerotische Bilder, vor allem junger Männer, und er malte die Villa mit Wandgemälden aus, die nicht für die Öffentlichkeit bestimmt waren und später einen Skandal verursachten. Als 1908 die Stadt Messina durch ein Erdbeben stark zerstört wurde, zeichnete er Skizzen von den Verwüstungen und stellte sie in London und Paris aus, um Spenden für die Opfer zu sammeln; die Aktion war sehr erfolgreich. Der französische Schriftsteller Roger Peyrefitte hat jahrelang in Taormina gelebt und wurde zum Ehrenbürger ernannt. In seinem Roman Les amours singulier von 1954 erzählt er die Geschichte von Wilhelm von Gloeden.
Dank des milden Klimas wurde Taormina zu einem beliebten Winteraufenthaltsort europäischer Adliger, zum Beispiel des deutschen Kaisers Wilhelm II. Anlässlich des Besuchs der österreichischen Kaiserin Elisabeth wurde der 1866 eingerichtete Bahnhof Taormina-Giardini erheblich ausgebaut und erhielt das noch heute bestehende Hauptgebäude im Jugendstil. Viele Gäste blieben für Wochen oder Monate und trugen zum wirtschaftlichen Wachstum bei. Die ersten großen Hotels wurden eröffnet.
Mitte des 20. Jahrhunderts wurde Taormina anlässlich des bis heute jährlich stattfindenden Festivals Taormina Arte zu einem beliebten Erholungsort für Filmstars wie Greta Garbo, Marlene Dietrich, Cary Grant, Elizabeth Taylor und viele andere. Die Hauptreisezeit verschob sich deshalb vom Winter auf den Sommer. Heute ist die Stadt ganzjährig Ziel für Reisegruppen und Tagestouristen aus aller Welt.

## Verkehr

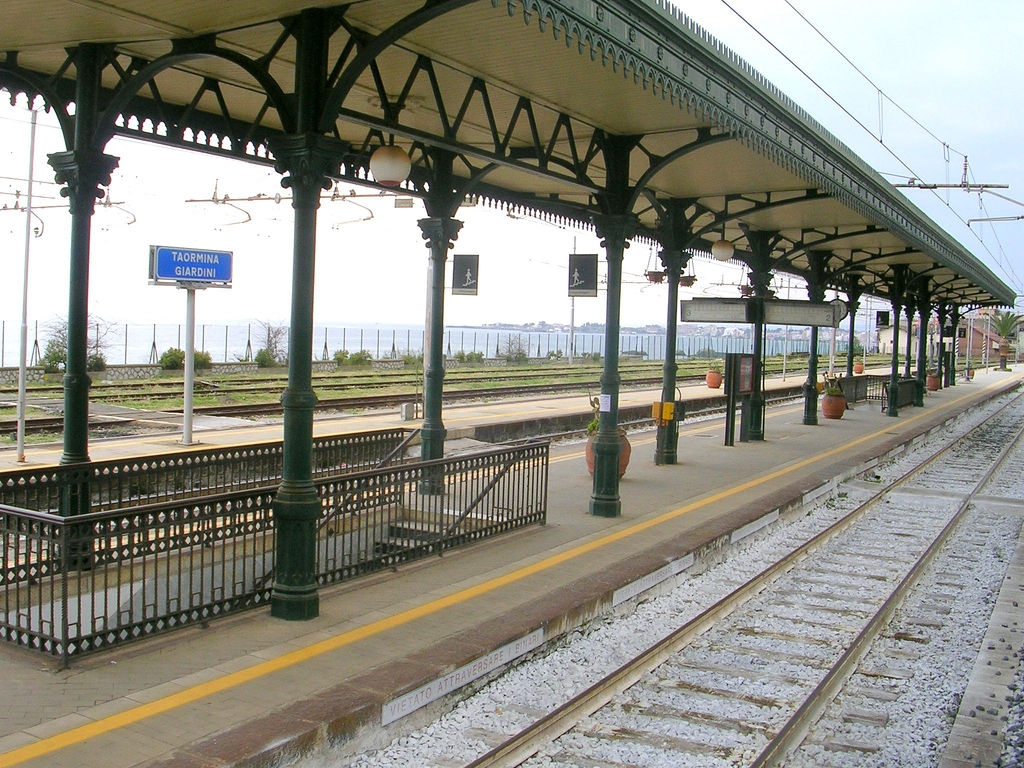
Der Bahnhof von Taormina-Giardini

Über die Autobahn A18 Messina–Catania und die Bahnstrecke Messina–Syrakus der Trenitalia ist der Ort für Reisende gut erreichbar. In Catania befindet sich der internationale Flughafen Fontanarossa, von Messina aus verkehren täglich Fähren zum italienischen Festland.
Der Bahnhof von Taormina (offiziell trägt er die Bezeichnung Taormina-Giardini) liegt im Ortsteil Villagonia, wenige Meter von der Küste entfernt. Von der Altstadt aus zu den Ortsteilen am Meer verkehren Stadtbusse und eine Seilbahn.
Die Altstadt ist verkehrsberuhigt, verfügt aber über zwei große Parkhäuser: Das Parkhaus Porta Catania und das Parkhaus Lumbi. Letzteres dient im Winter, wenn weniger Touristen nach Taormina kommen, zum Teil als Veranstaltungsort für Messen und Ausstellungen. Im Sommer bietet es Platz für 965 PKW und 40 Busse. An der Straße, die von dem Campingplatz zur Altstadt hinaufführt, gibt es einen Stellplatz für etwa zehn Wohnmobile.
Aufgrund der steigenden Kosten für Straßenreinigung und Müllbeseitigung, die vor allem durch den Tourismus bedingt sind, hat die Stadtverwaltung beschlossen, eine zusätzliche Gebühr für die Benutzung der städtischen Parkplätze zu verlangen. Seit Juni 2006 wird daher eine Umweltgebühr für PKW, Kleinbusse und Reisebusse berechnet.

## Bildung
Das Istituto Comprensivo Ugo Foscolo, benannt nach dem italienischen Dichter, hat rund 600 Schüler. Die Schule wurde infolge der italienischen Schulreform 2003 zu einer integrierten Schule. Kindergarten, Elementarstufe und Mittelstufe sind nun in einem Gebäude untergebracht. Die Elementarstufe umfasst fünf Schuljahre, und als erste Fremdsprache wird Englisch unterrichtet. Die Mittelstufe endet nach drei Jahren mit einer Abschlussprüfung. Da in Taormina aufgrund des Tourismus das Interesse an der deutschen Sprache groß ist, wurde per Abstimmung beschlossen, in der Mittelstufe neben Französisch als zweite Fremdsprache wahlweise Deutsch anzubieten.
Daneben gibt es eine Schule der katholischen Maristen-Schulbrüder (S. Maria di Gesù redentore). Diese bietet Unterricht in der Mittelstufe und Oberstufe (humanistisches Gymnasium) an. Auch hier wird inzwischen durchgehend Englisch unterrichtet, in der Mittelstufe zudem Deutsch.
Das Liceo Linguistico Ferdinando de Saussure ist ein auf Fremdsprachen spezialisiertes Gymnasium. Dementsprechend gehören neben Englisch auch Französisch und Deutsch zum Pflichtprogramm.
Im Ortsteil Trappitello ist das Istituto Tecnico Commerciale e per il Turismo ‚S. Pugliatti‘ angesiedelt, das für seine rund 900 Schüler verschiedene Spezialisierungen anbietet. Die Absolventen erhalten neben der Zugangsberechtigung zum Hochschulstudium eine Ausbildung in den Gebieten Buchhaltung, Verwaltung, Marketing und Tourismus.

## Veranstaltungen
Taormina ist bekannt für die besonders farbenprächtigen Karnevalsumzüge im Februar. Von Ende April bis Ende Mai wird regelmäßig ein Fest der Sizilianischen Karren veranstaltet. Am 9. Juli finden Umzüge zu Ehren des Heiligen Pankratius von Taormina, des Schutzheiligen von Taormina, statt.
Von 1956 bis 1980 wurde der David di Donatello, der wichtigste Filmpreis Italiens, mit wenigen Ausnahmen in Taormina verliehen. In Anlehnung daran findet heute in den Sommermonaten alljährlich das Festival Taormina Arte statt mit der Vorführung von Theaterstücken und von klassischen und modernen Konzerten. In diesem Rahmen findet auch ein jährliches Filmfestival statt, das an die Tradition Taorminas als Festivalstandort anknüpfen soll, jedoch gegenüber anderen Filmfestivals an Bedeutung verloren hat.
Taormina verfügt über ein Kongresszentrum im Stadtzentrum, in dem politische, kulturelle und wissenschaftliche Konferenzen stattfinden. So tagte im Februar 2006 die NATO in Taormina. Der G7-Gipfel 2017 fand am 26./27. Mai 2017 in Taormina statt.

## Bauwerke und Stadtbild

### Antikes Theater

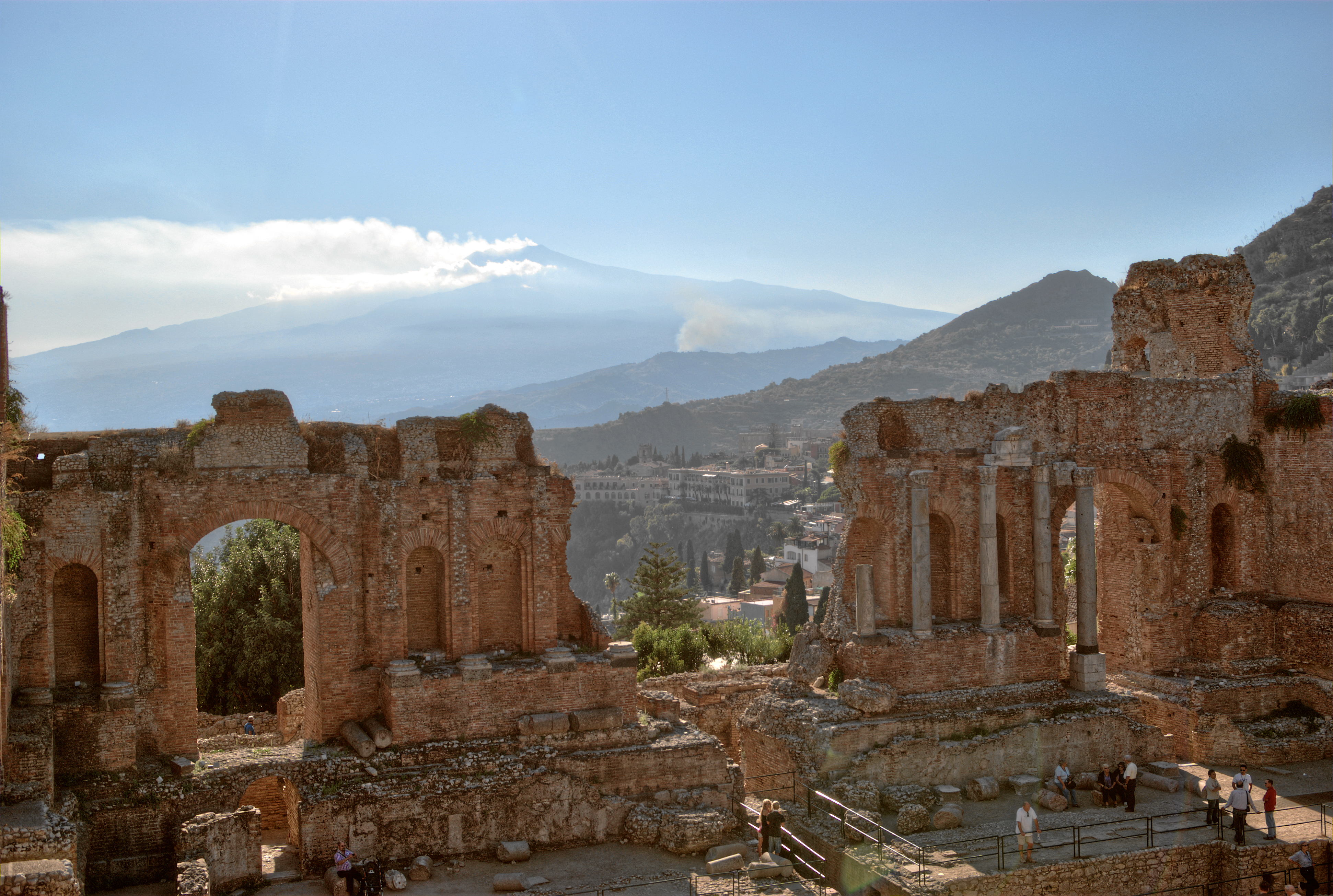
Antikes Theater Taormina mit Blick auf den Ätna

Das antike Theater von Taormina ist nach dem von Syrakus das zweitgrößte auf Sizilien. Auch wenn es oft als Teatro Greco bezeichnet wird, ist es ein römischer Bau, der im 2. Jahrhundert v. Chr. über einem kleineren, von den Griechen im 3. Jahrhundert v. Chr. erbauten Theater errichtet wurde. Beim Umbau in eine Arena im 2. Jahrhundert n. Chr. wurde der Zuschauerraum noch einmal erheblich erweitert. Während das Theater ursprünglich zur Aufführung von Schauspielen diente, fanden nach diesem Umbau dort nur noch Gladiatoren- und Tierkämpfe statt.
Das Theater misst 120 m in der Länge, 50 m in der Breite und 20 m in der Höhe, ist nach Südwesten ausgerichtet und in die Bereiche Bühne, Orchestra und Tribüne (Cavea) unterteilt. Da es auf einem älteren griechischen Theater errichtet wurde, ist es in den Hang eingebettet, während römische Theater ansonsten freistehende Bauten waren. Die Stufen der Tribüne wurden teilweise in den vorhandenen Fels geschlagen und boten schon damals Platz für etwa 5400 Zuschauer. Die unterste Stufe hat einen Radius von 62 m, die oberste von 147 m.
Das Bühnengebäude wurde in römischer Zeit aus Ziegelstein errichtet. Es zeigt zur Zuschauerseite hin eine zweigeschossige Schaufassade mit Nischen, in denen Statuen standen, und vorgesetzten Säulen. Durch Kriege teilweise zerstört, wurde das Bühnengebäude im 19. Jahrhundert wieder teilweise restauriert. Eine etwa zehn Meter breite Öffnung gibt den Blick auf den Ätna und die Bucht von Giardini-Naxos frei.
Neben dem Theater befindet sich das Antiquarium, ein kleines archäologisches Museum. Obwohl der größte Teil archäologischer Funde in den Museen von Neapel, Messina und Syrakus ausgestellt wird, gibt es hier einige Exponate. Interessant ist unter anderem ein Marmorsockel mit einer Inschrift, die besagt, dass Tauromenion bei den antiken Olympischen Spielen einen Siegertitel im Pferderennen erreichte.

### Odeon

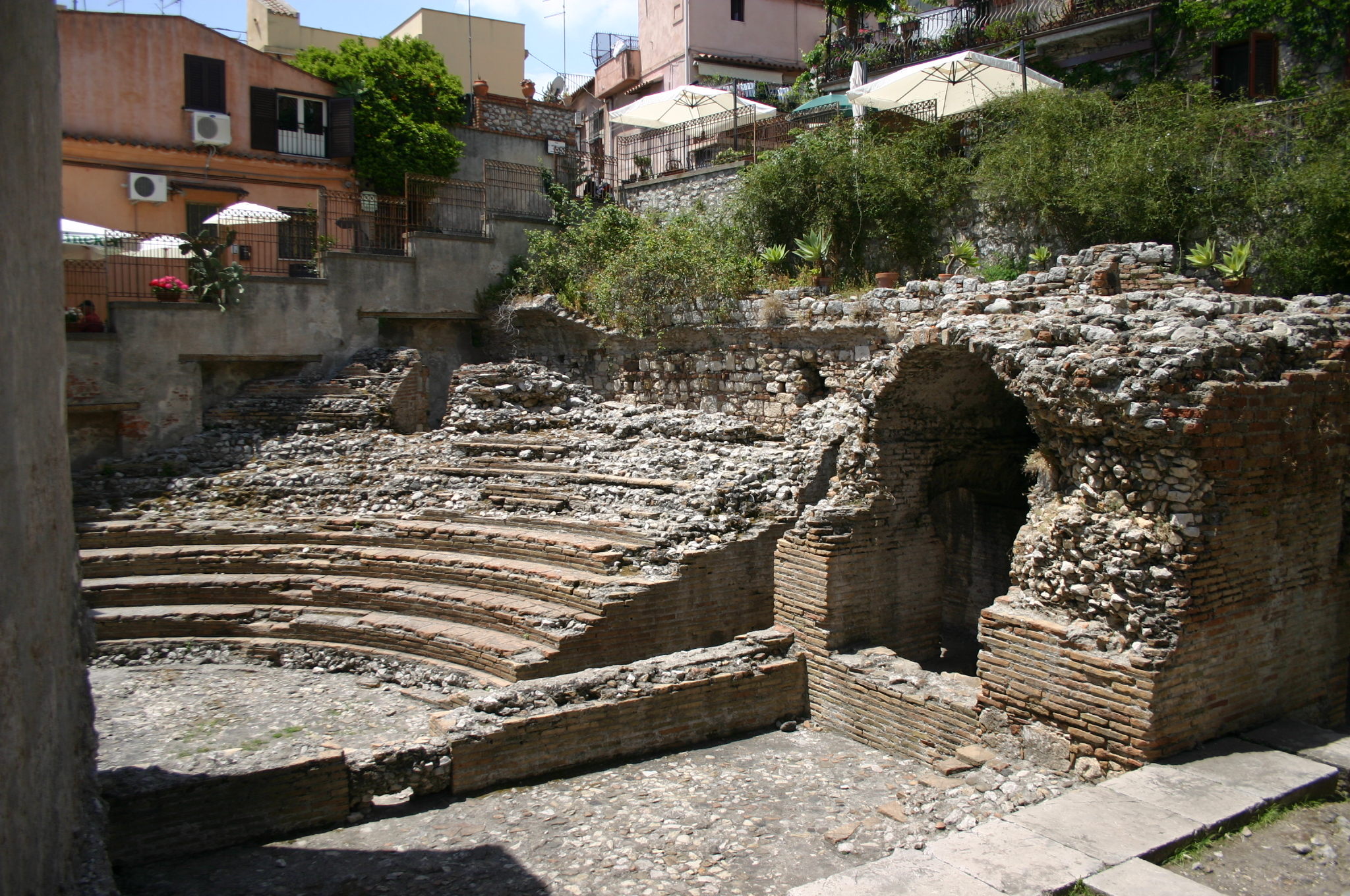
Odeon

Das Odeon ist ein weiteres Theater, das während der römischen Kaiserzeit erbaut wurde. Es gleicht von der Aufteilung her dem griechischen Theater, ist aber erheblich kleiner und nach Nordosten ausgerichtet. Es war gegen die Längsseite eines griechischen Tempels gebaut, der als Bühnenrückwand diente.
Archäologen vermuten, dass das Odeon einem begrenzten, auserwählten Publikum wie hohen Beamten, Geistlichen und Ehrengästen vorbehalten blieb und dass hier nicht nur Theateraufführungen, sondern auch Vorträge und Diskussionen stattfanden. Die Überreste des Odeons wurden erst 1892 zufällig bei Bauarbeiten entdeckt.

### Kirchen

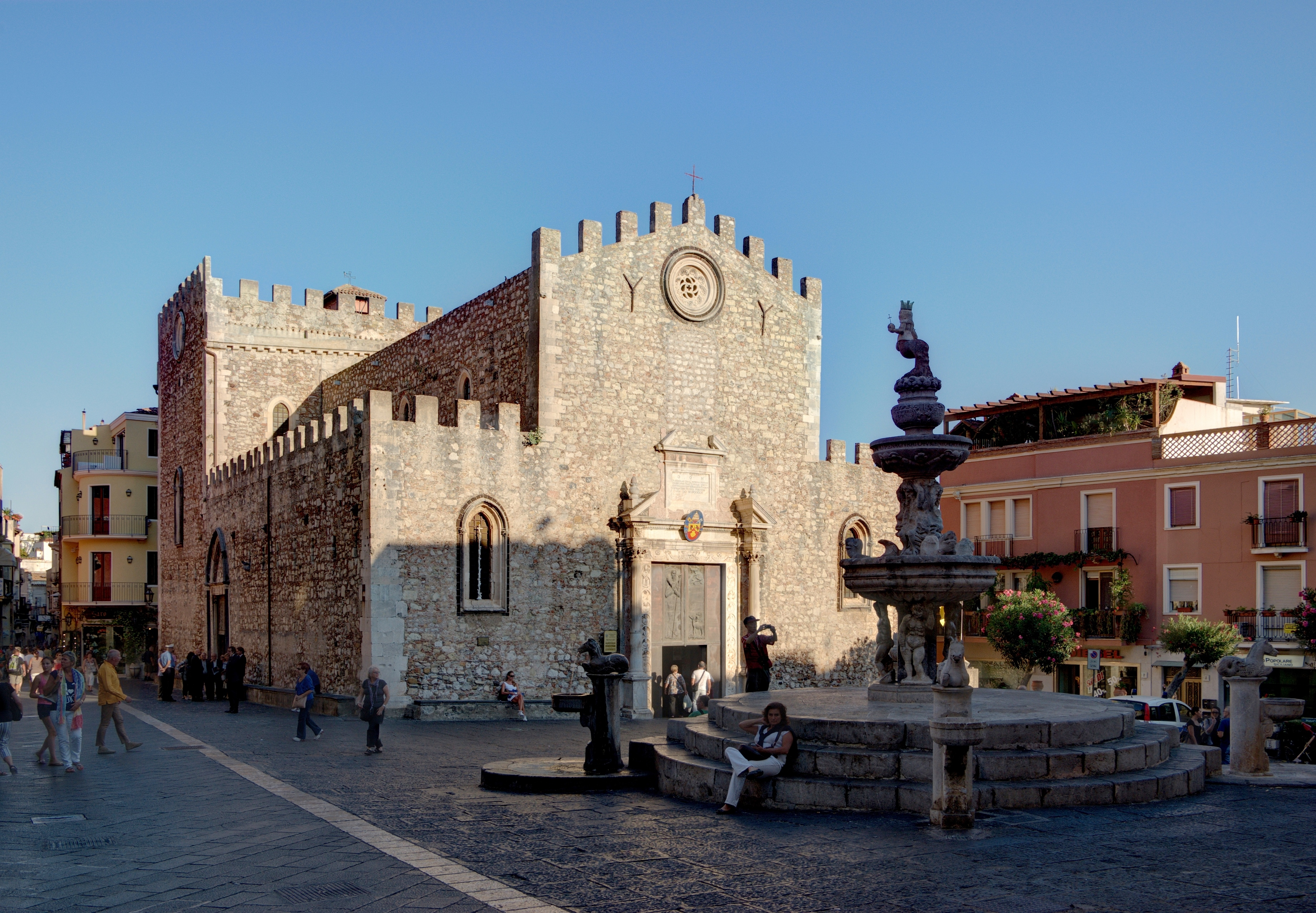
Der Dom und der Brunnen auf dem Domplatz

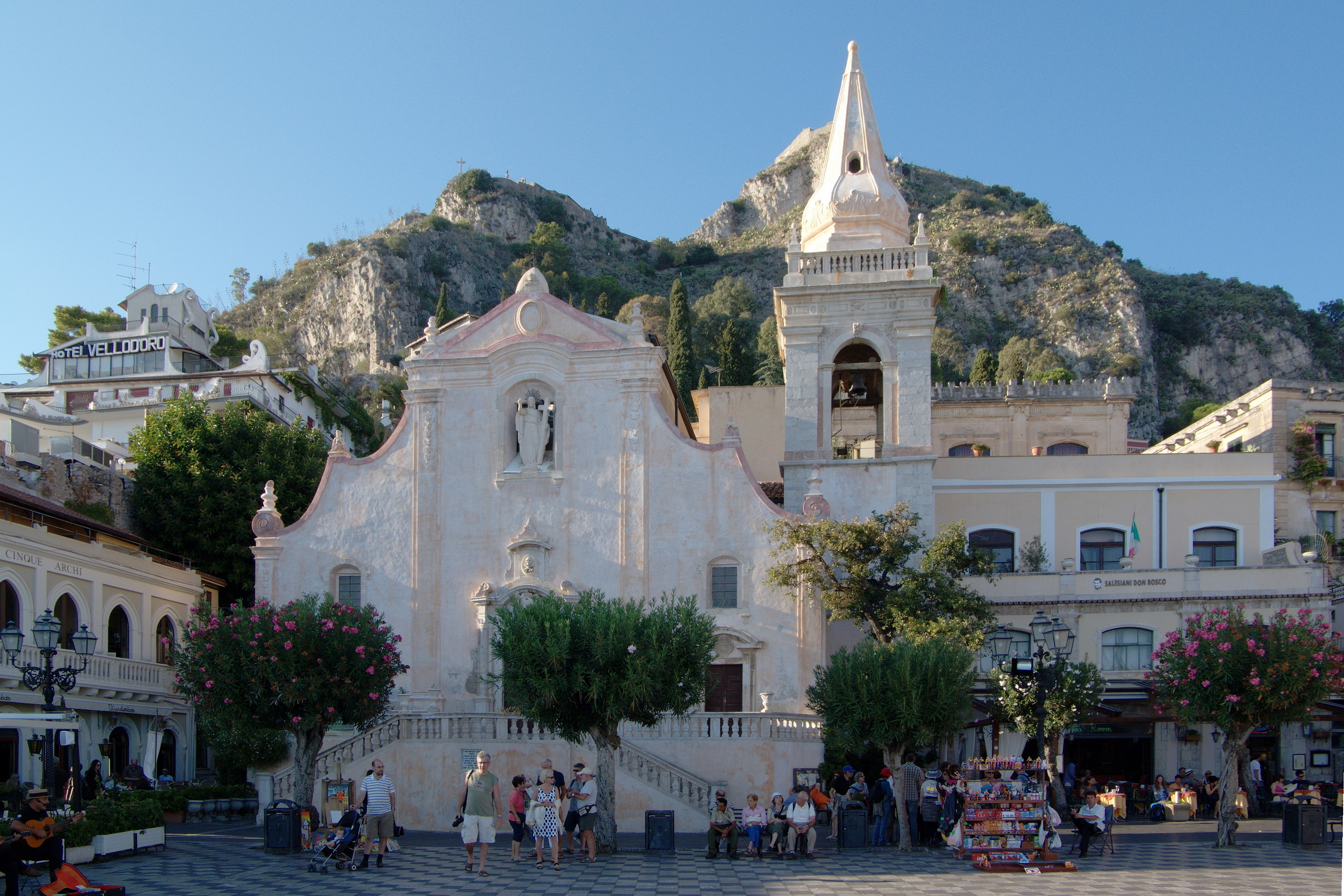
Die Kirche San Giuseppe

Der Dom S. Nicolò di Bari, auch Festungskathedrale genannt, liegt im Zentrum Taorminas und wurde im 15. Jahrhundert auf den Ruinen einer kleineren Kirche aus dem frühen Mittelalter erbaut. Der Bau besteht aus einem Haupt- und zwei Seitenschiffen, in denen sich jeweils drei kleine Altäre befinden. Beachtenswert sind eine Byzantinische Madonna, ein Gemälde von Antonio Giuffrè, das die Heimsuchung Marias darstellt und ein Polyptychon von Antonello de Saliba. Das Hauptportal des Doms und die darüber gemeißelte Rosette wurden 1638 im Stil der Renaissance erneuert.
Auf dem Platz vor dem Dom steht ein 1635 erbauter Barockbrunnen mit zwei übereinander liegenden Wasserbecken. Darüber thront die Centauressa, eine den griechischen Kentauren ähnliche Figur. Der Stierkörper symbolisiert den Berg Monte Tauro, der Frauenkörper mit Zepter und Erdkugel die Stadt Tauromenion. Die Centauressa, offizielles Wahrzeichen der Stadt, wird auch im Stadtwappen abgebildet.
Die Kirche Sant’Agostino wurde wie der Dom im 15. Jahrhundert errichtet. Anlass waren die Erleichterung und Dankbarkeit der Bevölkerung, da Taormina vor einer Pestepidemie verschont geblieben war. Durch einen größeren Umbau um 1700 ging der spätgotische Stil verloren. Von der alten Fassade blieben nur das Portal und die Rosette erhalten. Heute ist in dem Gebäude die Gemeindebibliothek untergebracht.
Der heilige Märtyrer Pankratius ist der Schutzpatron Taorminas. Ihm zu Ehren wurde in der zweiten Hälfte des 16. Jahrhunderts auf den Ruinen eines griechischen Tempels die Kirche San Pancrazio erbaut. Sie weist Elemente des Barocks auf und beherbergt zwei sehenswerte Ölgemälde, die den Heiligen Nicone und den Heiligen Massimo zeigen. Ein Wandfresko stellt Teofane Cevarneo, Bischof von Taormina dar.
Im 17. Jahrhundert wurden zwei weitere Kirchenbauten errichtet. Die Kirche San Giuseppe gegenüber der Gemeindebibliothek (Sant’Agostino) und die Kirche Santa Caterina in der Nähe des Odeons. Sie beherbergt in einer Nische über dem Portal eine große Statue der Heiligen Katharina von Alexandrien. Im Inneren befinden sich eine Krypta und das Beinhaus.
Die anglikanische Kirche Saint George wurde 1920 von der anglikanischen Gemeinde errichtet. Der Innenraum ist durch drei Bögen, die auf Säulen ruhen, in zwei Schiffe unterteilt. Das mehrfarbige Glasfenster über dem Altar stellt die Kreuzigung Jesu dar.

### Paläste

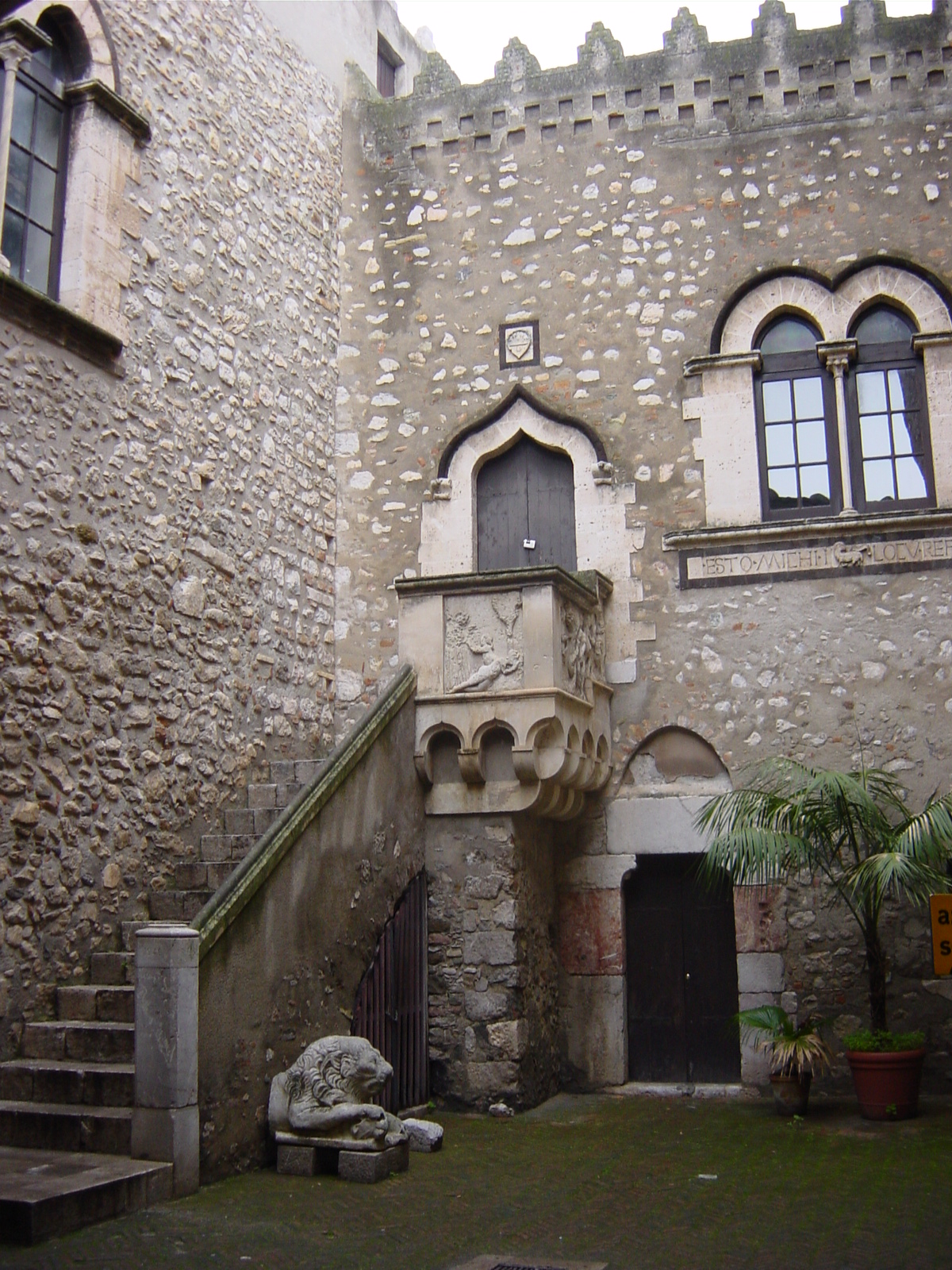
Palazzo Corvaja

Der Palazzo Corvaja trägt den Namen einer der ältesten Adelsfamilien der Stadt und zeigt Stilmerkmale der Sizilianischen Romanik, einer Mischung aus normannisch-arabisch-byzantinischen Stilelementen. Kernstück des Palastes ist ein quadratischer Turm aus dem 11. Jahrhundert, das einzige erhaltene Beispiel eines arabischen Festungsturms in Europa. Er wurde beim Ausbau der Verteidigungsanlagen nach dem Vorbild der Kaaba in Mekka errichtet. Im 13. Jahrhundert wurde der Turm durch den linken Flügel erweitert, im 14. Jahrhundert entstand die Eingangstreppe in den ersten Stock. An der Balustrade des Treppenabsatzes befindet sich ein Hochrelief aus Stein, das die Schöpfung, den Sündenfall und die Vertreibung aus dem Paradies abbildet. Im 15. Jahrhundert wurde der rechte Flügel angebaut, in dem das sizilianische Parlament tagte. Nach dem Zweiten Weltkrieg befand sich der Palast in einem verwahrlosten Zustand. Er wurde aufwendig renoviert und erhielt 1960 einen weiteren Flügel, in dem heute die Büros der Kurverwaltung untergebracht sind.

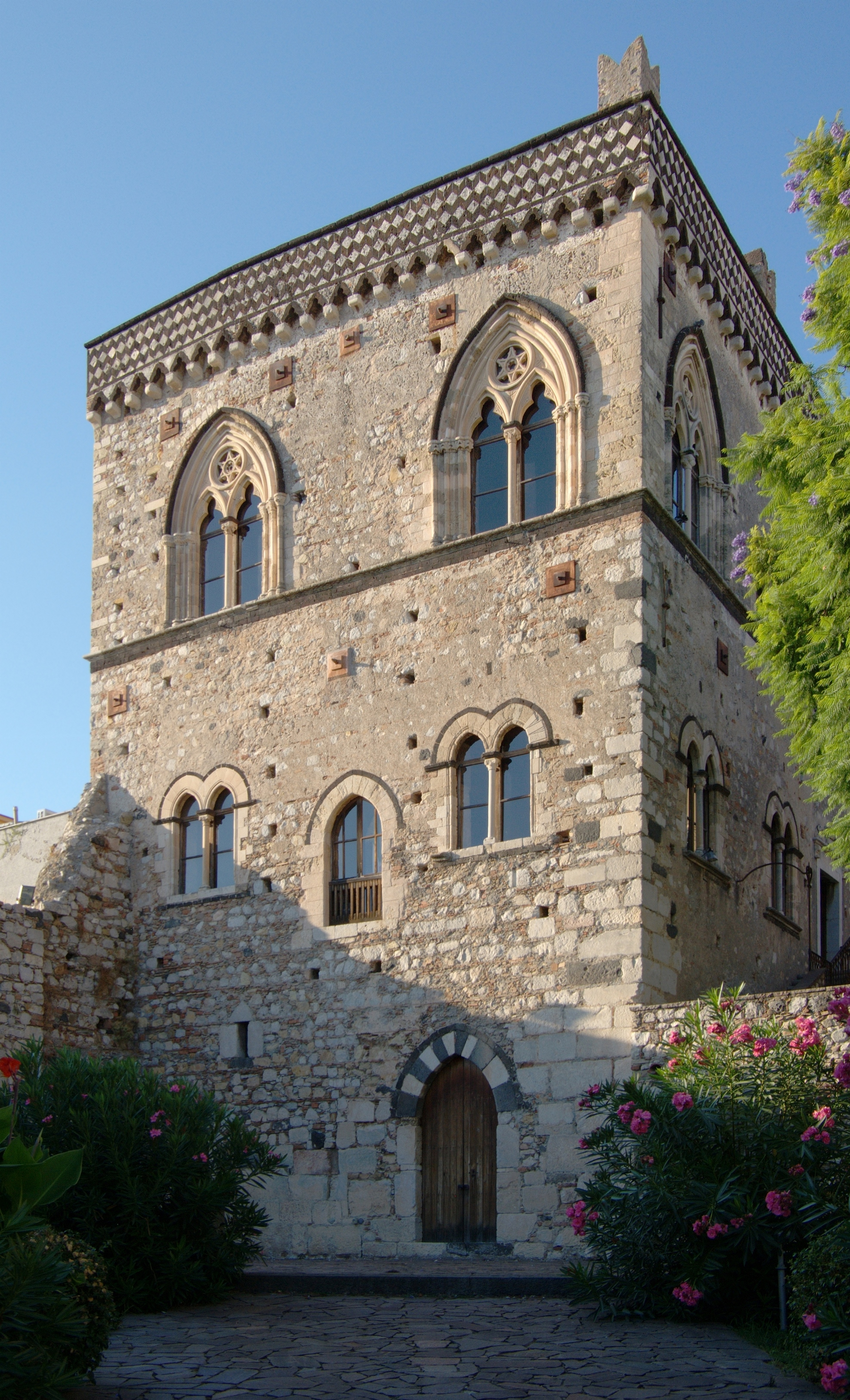
Palazzo Duchi di Santo Stefano

Der Palazzo Duchi di Santo Stefano war Residenz der spanischen Adelsfamilie De Spucches, Herzöge von Santo Stefano. Er wurde im 14. Jahrhundert erbaut und weist Stilelemente der Sizilianischen Romanik und Gotik auf. Charakteristisch für den Bau ist ein Fries aus schwarzem Lava- und weißem Syrakusgestein entlang der Dachkante. Über den gotischen, zweigeteilten Fenstern befinden sich Rosetten mit einem Hexagramm, im Mittelalter ein Abwehrsymbol gegen Dämonen und Feuergefahr. Der Palast erlitt während des Zweiten Weltkriegs schwere Schäden. Er ging in den 1960er-Jahren in den Besitz der Gemeinde über und wurde restauriert. Heute befindet sich hier die Mazzullo-Stiftung, die Werke des Bildhauers Giuseppe Mazzullo zeigt.
Der Palazzo Badia Vecchia war anfangs vermutlich eine Abtei. Er wurde ebenfalls im 14. Jahrhundert erbaut und ist dem Palazzo Duca di Santo Stefano stilmäßig sehr ähnlich. Über jedem der drei Stockwerke befindet sich an der Fassade ein kunstvoller Fries aus Lava- und Syrakusgestein. Auch die Rahmen der gotischen Doppelfenster sind mit schwarz-weißen Ornamenten verziert. Seit den 1960er-Jahren ist der Palast Eigentum der Gemeinde Taormina. 1995 wurde in der Badia Vecchia ein kleines Museum mit archäologischen Fundstücken aus Privatbesitz eröffnet.
Der Palazzo Ciampoli ist der älteste Palast von Taormina und wird daher auch Palazzo Vecchio genannt. Er stammt aus dem 13. Jahrhundert und wurde im 15. Jahrhundert umgebaut und erweitert. Auf einer Tafel über dem Hauptportal ist das Jahr 1412 als Beginn des Umbaus angegeben. Zwei weitere Wappen lassen darauf schließen, dass der Palast zunächst im Besitz der Familie Corvaja, dann erst der Familie Ciampoli war. Im weitläufigen Garten des Palastes wurde 1926 aufgrund des wachsenden Tourismus ein luxuriöses Hotel errichtet. Palast und Hotel wurden 1943 fast vollständig zerstört. Nur die Hauptfassade und das Portal wurden wieder aufgebaut.

### Corso Umberto
In der Antike wurde Taormina durch einen dreifachen Befestigungsring gesichert. Aus dieser Zeit sind zwei Stadttore erhalten, die heute im Kern der Stadt liegen. Das nördliche Tor, die Porta Messina, wurde Anfang des 19. Jahrhunderts von den Bourbonen restauriert. Die Porta Catania im Süden wurde bereits im 15. Jahrhundert unter der Vorherrschaft der Könige von Aragonien restauriert und zeigt deren Familienwappen. Zwischen diesen beiden Stadttoren verläuft der Corso Umberto, eine etwa einen Kilometer lange Fußgängerzone. Während der Sommermonate sind hier vorwiegend Touristen unterwegs, da sich entlang der Straße neben Souvenirläden, Restaurants und Cafés viele der historischen Kirchen und Paläste befinden.
Etwa in der Mitte des Corso Umberto liegt die Piazza IX. Aprile, ein großer, zum Meer hin offener Platz. Hier steht außer der Kirche San Agostino ein weiteres Wahrzeichen Taorminas, der Torre dell’Orologio. Der Turm stammt ursprünglich aus dem 12. Jahrhundert und diente als Durchgangstor in die Vorstadt. Bei einer Restaurierung im 17. Jahrhundert wurde eine große Uhr angebrachte, die dem Turm seinen Namen gibt.
Zwischen der Piazza IX. Aprile und der Porta Messina wird der Corso Umberto von einer über 100 m langen Blendfassade, der sogenannten Naumachie gesäumt. Sie hat abwechselnd Bogennischen und kleinere höher gelegene rechteckige Nischen. Den Namen Naumachie bekam diese Wand, da man sie für eine Seitenwand eines Wasserbeckens für Nachstellungen von Seeschlachten hielt. Vermutlich diente sie aber nur zur Abstützung einer Böschung.

### Stadtpark

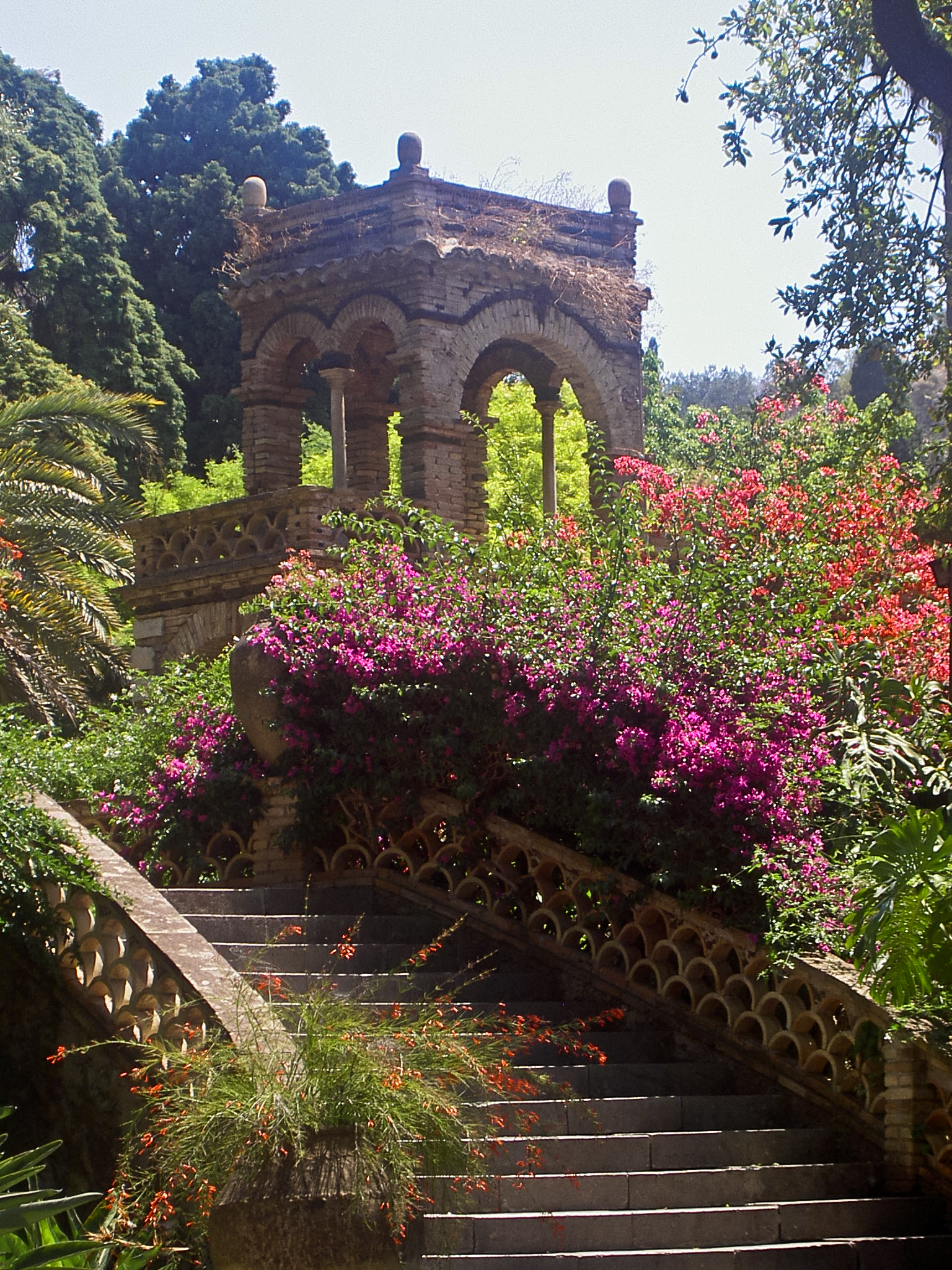
Giardino pubblico

Zwischen dem Corso Umberto und dem antiken Theater liegt etwas tiefer am Hang der Stadtpark von Taormina, ein öffentlicher Garten, daher auch Giardino Pubblico genannt. Das etwa drei Hektar große Gelände gehörte Mitgliedern der kleinen englischen Gemeinde, die hier gegen Ende des 19. Jahrhunderts einen kunstvoll ausgestatteten Englischen Park anlegten. Ein Mitglied dieser Gemeinde, Florence Trevelyan, erwarb auch die Isola Bella und züchtete dort exotische Pflanzen für den Park. Um 1920 wurde der Park der Öffentlichkeit zugänglich gemacht.
Im Park führen Wege mit Mustern aus Kieselsteinen zwischen den Beeten durch, die von niedrigen Hecken aus Bougainvillea und Rosmarin begrenzt sind. Baumarten aus aller Welt sind hier vertreten. Inmitten der üppigen, mediterranen Bepflanzung befinden sich kleine Tempel und Skulpturen sowie einige Ziegelbauten im viktorianischen Stil, die Florence Trevelyn zur Beobachtung von Vögeln bauen ließ. Ein Kriegerdenkmal erinnert an die Gefallenen der beiden Weltkriege. Auch eine Allee aus Ölbäumen wurde zu Ehren der gefallenen Soldaten gepflanzt.

### Umgebung
Das Castello Sarazeno und die Wallfahrtskirche Madonna della Rocca liegen auf einem Felsplateau zwischen Taormina und Castelmola.  Letztere wurde 1640 erbaut.
Der kleine Ort Castelmola auf dem Gipfel des Monte Tauro bietet neben einigen historischen Bauten Ausblick auf Taormina und den Ätna.
In Giardini-Naxos sind in einem archäologischen Park und einem Museum Ausgrabungen und Fundstücke von Naxos, der ersten griechischen Siedlung auf Sizilien, zu besichtigen.
Die bis zu 20 Meter tiefen Felsschluchten der Gole dell’Alcantara wurden von dem Fluss Alcantara in das Lavagestein des Ätna gegraben. Rund um den Vulkan Ätna erstreckt sich der Regionalpark Parco dell’Etna mit typischer Flora und Fauna.

## Personen
Um 345 v. Chr. wurde der Historiker Timaios im antiken Tauromenion geboren. Im 1. Jahrhundert n. Chr. soll einer Legende nach Pankratius von Taormina, der Schutzpatron der Stadt, hier gelebt und gewirkt haben.